# Václavplatsen

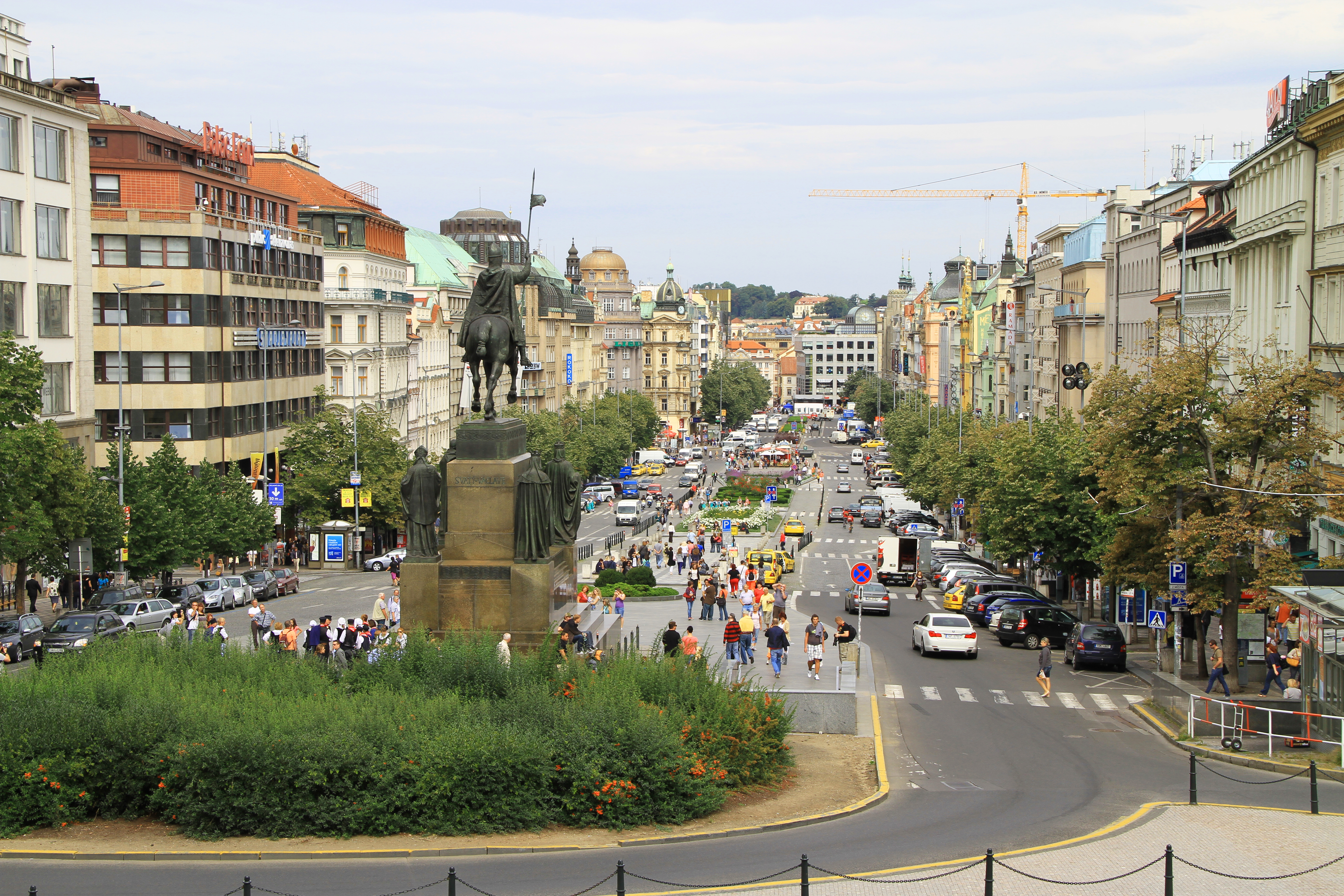
Václavplatsen.

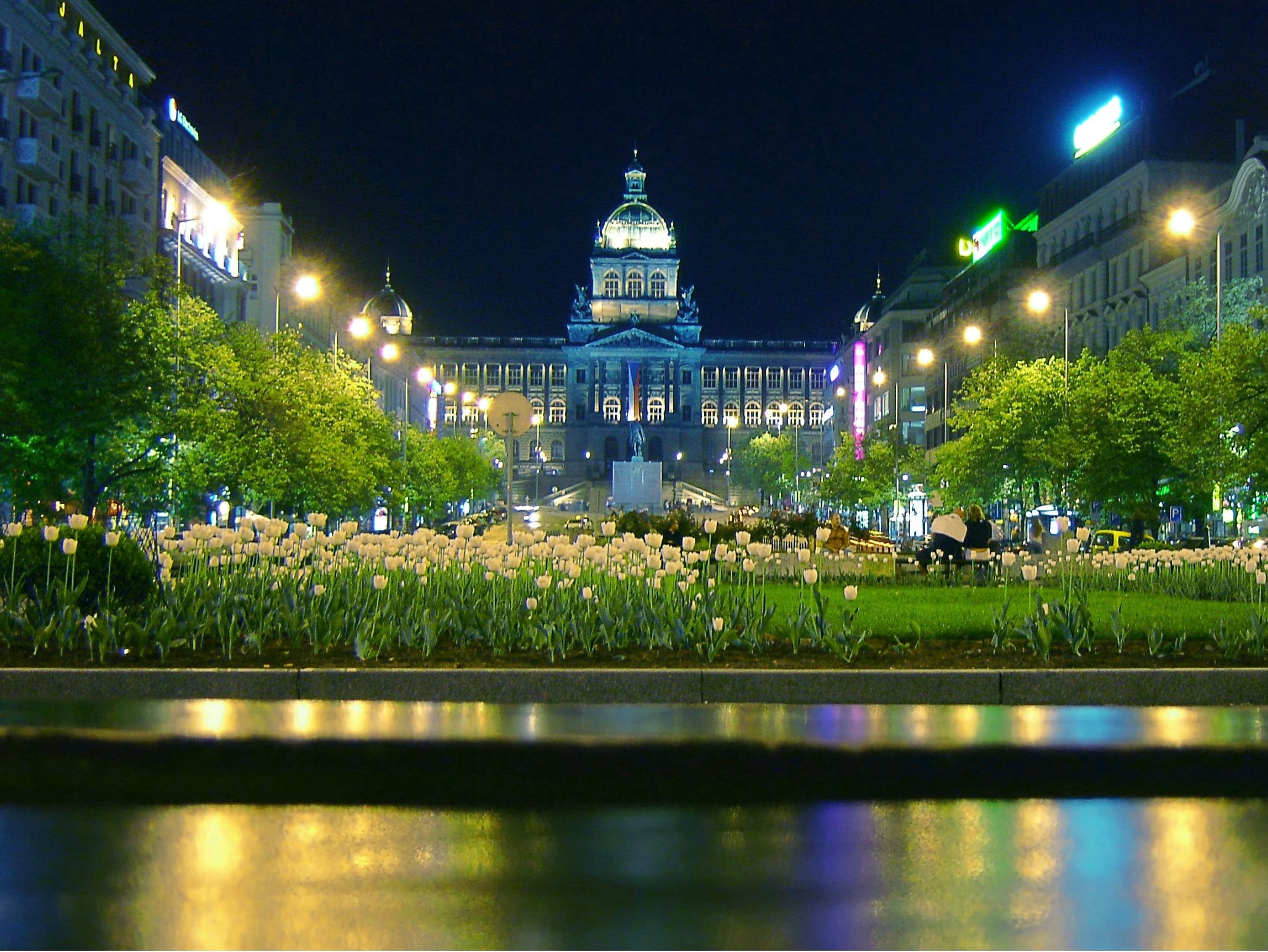
Nationalmuseet i ena ändan av Václavplatsen.

Václavplatsen eller Wenzelplatsen (tjeckiska: Václavské náměstí) är ett långsmalt torg som liknar en boulevard, i stadsdelen Nové Město i Prag. Det är en av Prags större och mest kända platser. Här ligger Prags kommersiella centrum med Nationalmuseet. 
Ursprungligen fanns här en hästmarknad. Václavplatsen har fått sin namn efter Wenzel av Böhmen. 
Václavplatsen är speciellt känd som demonstrationsplats. Under Sammetsrevolutionen 1989 demonstrerade hundratusentals personer på platsen.